# Neil Druckmann
Neil Druckmann (Hebreeuws: ניל דרוקמן, geboren op 5 december 1978) is een Israëlisch-Amerikaanse schrijver, creatief directeur en game-ontwikkelaar bij Naughty Dog. Hij is vooral bekend voor zijn werk aan de videogamefranchises Uncharted en The Last of Us. Druckmann groeide op in Israël. Zijn ervaringen in Israël zouden later grote invloed krijgen op zijn verteltechnieken. Hij studeerde computerwetenschappen aan de Carnegie Mellon University voordat hij op zoek ging naar werk in de game-industrie.
Druckmann startte zijn carrière als game-ontwikkelaar als stagiair bij Naughty Dog. In 2004 was hij betrokken bij de ontwikkeling van Jak 3 en Jak X: Combat Racer. Vanaf 2005 werd hij mede-ontwikkelaar van Uncharted: Drake's Fortune en later van Uncharted 2: Among Thieves. Hij werd schrijver en creatief directeur van The Last of Us, en hield deze functies aan tot de ontwikkeling van Uncharted 4: A Thief's End. Druckmann schreef ook enkele stripverhalen die zich afspeelden in deze fictieve werelden. Hij werd bevorderd tot vicepresident van Naughty Dog in 2018, tijdens de ontwikkeling van The Last of Us Part II.
Druckmann verwierf veel lof voor zijn werk aan The Last of Us en Uncharted 4 en ontving verschillende prijzen en nominaties, waaronder twee British Academy Games Awards, twee D.I.C.E. Awards en drie Writers Guild of America Awards. Voor The Last of Us Part II kreeg hij gemengde kritieken: veel critici prezen de verfijning van de game, anderen bekritiseerden het tempo en bepaalde thema's ervan; de game won verschillende prijzen bij The Game Awards en de Golden Joystick Awards.

## Werk

### Computerspellen
| Jaar | Titel                             | Rol                                 |
| ---- | --------------------------------- | ----------------------------------- |
| 2004 | Jak 3                             | Gameplay programmeur                |
| 2005 | Jak X: Combat Racing              | Gameplay programmeur                |
| 2007 | Uncharted: Drake's Fortune        | Game-ontwerper, medeschrijver       |
| 2009 | Uncharted 2: Among Thieves        | Hoofd game-ontwerper, medeschrijver |
| 2009 | Jak and Daxter: The Lost Frontier | Design en narratief ontwikkelaar    |
| 2013 | The Last of Us                    | Creatief directeur, schrijver       |
| 2016 | Uncharted 4: A Thief's End        | Creatief directeur, medeschrijver   |
| 2017 | What Remains of Edith Finch       | Playtester                          |
| 2017 | Uncharted: The Lost Legacy        | Narratief ontwikkelaar              |
| 2020 | The Last of Us Part II            | Creatief directeur, medeschrijver   |